# Modularna krivulja
Modularna krivulja Y(Γ) je v teoriji števil in algebrski geometriji Riemannova ploskev ali odgovarjajoča algebrska krivulja, ki nastane kot kvocient kompleksne zgornje polravnine H z delovanjem kongruenčne podgrupe Γ modularne grupe vseh matrik 2x2 oziroma njihovih modularnih grup (SL(2, Z)).  
Izraz modularna krivulja se lahko uporabi tudi za kompaktificirane modularne krivulje pri katerih se kompaktifikacije dosežejo z dodajanjem končno mnogo točk (točke obrata za Γ) kvocientu s pomočjo delovanja na razširjeno kompleksno zgornjo polravnino. Te točke modularne krivulje parametrizirajo izomorfizem razredov eliptičnih krivulj skupaj z dodatnimi strukturami odvisnimi od grupe Γ. Takšen način razlage omogoča, da se da algebrsko definicijo modularnih krivulj ne, da bi se sklicevalo na kompleksna števila. Razen tega se lahko dokaže, da so modularne krivulje definirane nad obsegom Q racionalnih števil ali  ciklotomičnim obsegom.

## Definicija
Modularna grupa SL(2, Z) deluje na zgornjo polravnino z Möbiusovo preslikavo. Analitična definicija modularne krivulje vključuje tudi kongruenčno podgrupo Γ(N) za SL(2, Z). To pomeni, da podgrupa vsebuje glavno kongruenčno podgrupo nivoja N, to pa je Γ(N) za vsak pozitiven N, kjer je:
{\displaystyle \Gamma (N)=\left\{{\begin{pmatrix}a&b\\c&d\\\end{pmatrix}}:a,d\equiv 1({\text{mod }}N){\text{ and }}b,c\equiv 0({\text{mod }}N)\right\}}.
Minimalni N se imenuje nivo za Γ. Kompleksna struktura se lahko vzame kot kvocient in se dobi nekompaktna Riemannova ploskev, ki se jo označuje z Y(Γ). 

### Kompaktificirane modularne krivulje
Splošna oblika kompaktifikacije Y(Γ) se dobi z dodajanjem končnega števila točk, ki so točke obrata za Γ. To se doseže z delovanjem nad Γ v  razširjeni kompleksni  zgornji polravnini H ∪ Q ∪ {∞}, ki je podmnožica Riemannove sfere P1(C). Grupa Γ deluje na podmnožico Q ∪ {∞} in jo pri tem razdeli na neskončno veliko orbit, ki se imenujejo točke obrata za Γ. Torej se lahko kompleksno strukturo postavi v kvocient Γ\H* in se ga s tem spremeni v Riemannovo ploskev X( Γ), ki pa s tem postane  kompaktna. Ta prostor je kompaktifikacija prostora Y( Γ)    